# Plaça Major (Campmany)
La Plaça Major és un monument del municipi de Campmany (Alt Empordà) protegit com a bé cultural d'interès local.

## Descripció
Situada dins del nucli urbà de la població de Campmany, a l'extrem sud-est del terme i amb la façana principal orientada a la plaça. Actualment, la construcció està segregada en dos habitatges diferenciats.
Es tracta d'un edifici entre mitgeres de planta rectangular, format per dos cossos adossats amb la coberta de teula de dues vessants i distribuït en planta baixa i pis. L'habitatge 1A presenta totes les obertures rectangulars, amb els brancals bastits amb grans carreus de pedra desbastada i les llindes planes. Destaca el gran portal d'accés a l'interior, amb la llinda gravada amb la inscripció "ANTON LLAURÒ FARRER. FECIT DIE 14 SETEMBRE 1730". L'habitatge 1B, en canvi, és de cronologia més antiga i presenta un gran portal d'accés d'arc rebaixat adovellat a la planta baixa, i una finestra rectangular amb la llinda sostinguda per permòdols al pis. La construcció, rehabilitada, està bastida amb pedra de mida mitjana sense treballar, lligada amb abundant morter de calç.

## Història
Durant els segles xviii i xix Campmany va créixer fora de les muralles, cosa que va crear nous carrers i places. El barri nou més important que va néixer extramurs s'estenia al nord del nucli antic medieval i és el que inclou el carrer Major i la Plaça Major. Aquesta edificació, concretament, mostra una llinda gravada a la seva porta on s'indica l'any 1730.